# Michael Fuchs (Politiker, Februar 1949)

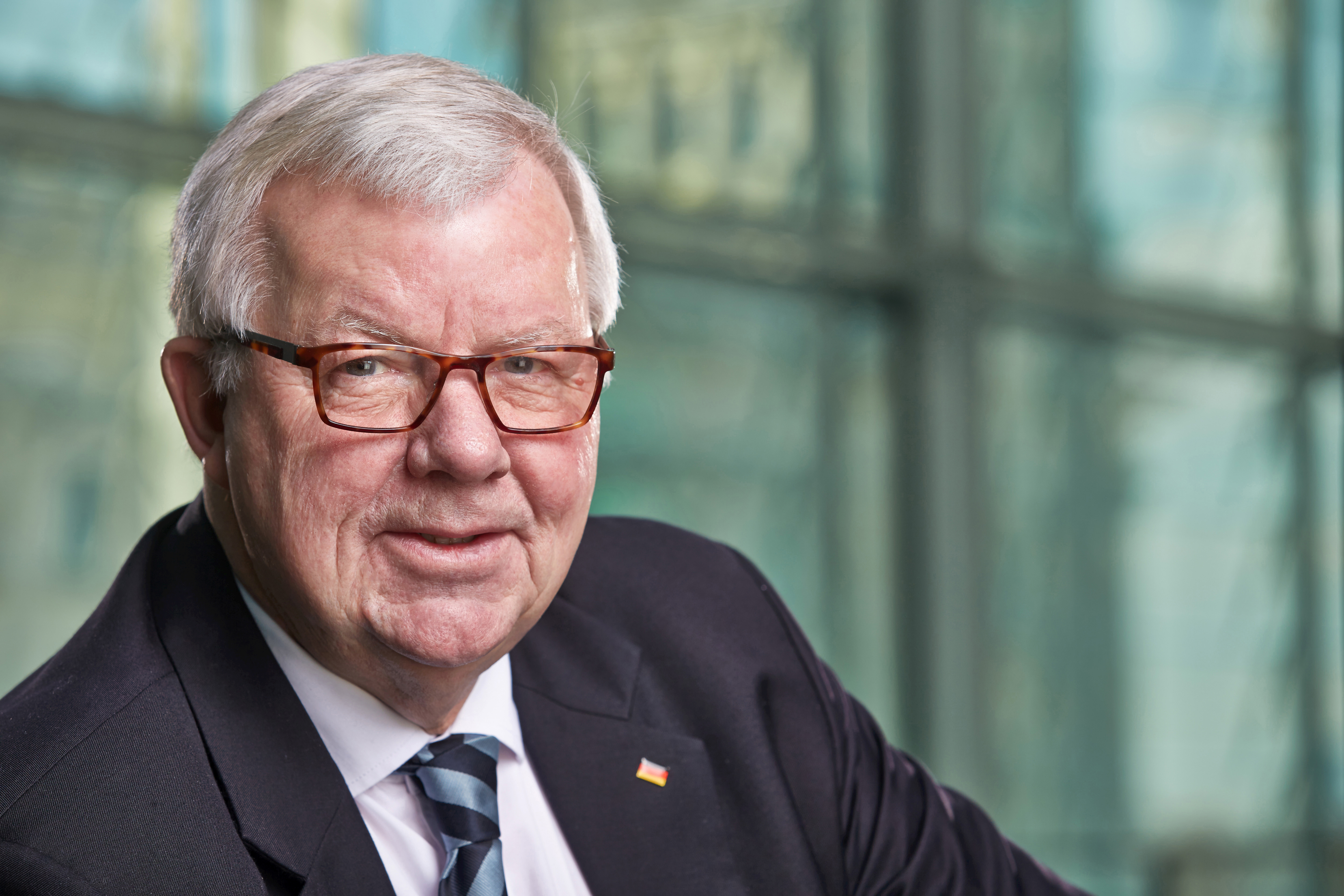
Michael Fuchs (2013)

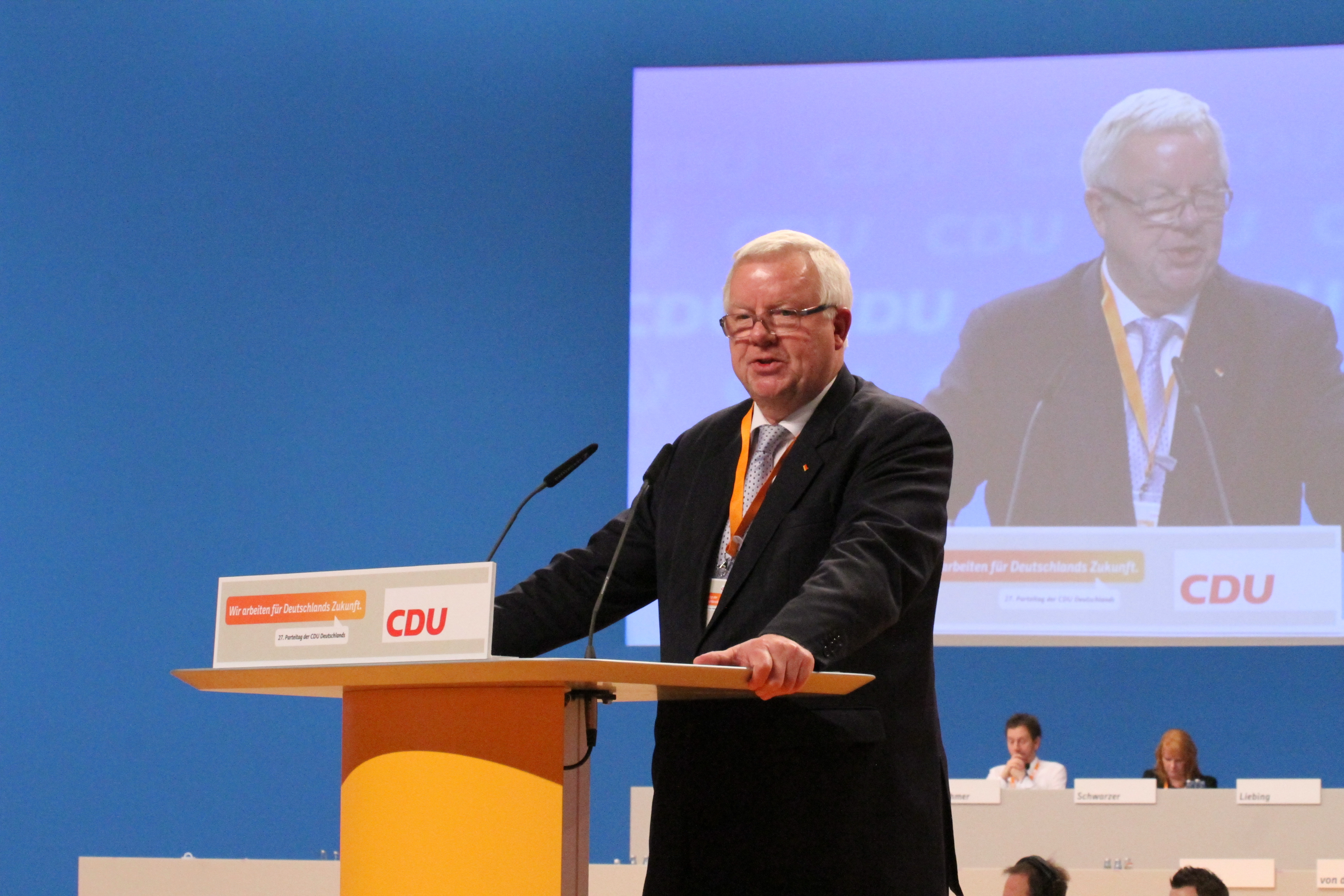
Fuchs auf dem CDU-Parteitag 2014

Michael Franz Wilhelm Fuchs (* 6. Februar 1949 in Koblenz; † 25. Dezember 2022) war ein deutscher Politiker (CDU). Von 2002 bis 2017 war er Mitglied des Deutschen Bundestages.

## Leben

### Ausbildung
Nach dem Abitur 1967 studierte Fuchs zunächst in Erlangen und später in Bonn Pharmazie. Im Jahr 1973 folgte seine Approbation zum Apotheker und 1976 seine Promotion zum Dr. rer. nat. an der Universität Bonn mit der Arbeit Untersuchung der Pregnandiol-Glucuronyltransferase der Rattenleber: ihre Multiplizität und Altersabhängigkeit.

### Berufliche Laufbahn und Verbandsarbeit
Im Jahr 1977 eröffnete er mit seiner Ehefrau eine Apotheke in Koblenz. Nachdem er 1978/79 seinen Wehrdienst abgeleistet und die Bundeswehr als Stabsapotheker der Reserve verlassen hatte, gründete Fuchs 1980 das Unternehmen Impex Electronics und 1984 dessen Tochterfirma in Hongkong, die Impex S.E.L. Die Impex fusionierte 1999 mit der niederländischen Firma Mid-Ocean. Fuchs war an der Fuchs Holding GmbH, der Fuchs Immobilienverwaltungs GmbH & Co. KG und der Grundstücksverwaltung GmbH in Koblenz beteiligt.
Fuchs wurde 1986 Vorsitzender des Arbeitgeberverbandes Großhandel Rheinland-Pfalz und des Landesverbandes Groß- und Außenhandel Rheinland-Pfalz. 1987 wurde er zum Vorsitzenden des Bundesverbandes Junger Unternehmer gewählt und gehörte ab 1992 dem Präsidium der Bundesvereinigung der Deutschen Arbeitgeberverbände an. Von 1992 bis 2001 war Fuchs Präsident des Bundesverbandes des deutschen Groß- und Außenhandels, dessen Ehrenvorsitzender er später wurde. Von 1999 bis 2001 war er außerdem Gründungspräsident der Bundesvereinigung Deutscher Handelsverbände. Michael Fuchs war Mitglied des Bundes Katholischer Unternehmer.
Seit 1992 war Fuchs Vizepräsident der europäischen Handelsorganisation (FEWITA) sowie seit 1995 Vorstandsmitglied des Asien-Pazifik-Ausschusses der Deutschen Wirtschaft und Mitglied des Außenwirtschaftsbeirats beim Bundesministerium für Wirtschaft. Seit 1997 war er Vorsitzender des Taiwan-Ausschusses der Deutschen Wirtschaft. Fuchs gehörte dem Executive Committee der 1973 von David Rockefeller gegründeten Trilateralen Kommission an.
Nach seinem Ausscheiden aus dem Deutschen Bundestag 2017 war Fuchs als Senior Advisor bei WMP Eurocom tätig.

### Parteilaufbahn
Fuchs wurde 2006 in den Bundesvorstand der CDU gewählt.

### Abgeordnetenlaufbahn
Fuchs gehörte von 1990 bis Juni 2006 dem Stadtrat von Koblenz an.
Von 2002 bis 2017 war er Mitglied des Deutschen Bundestages. Fuchs gehörte dem Vorstand der CDU/CSU-Bundestagsfraktion an und war von 2006 bis 2011 Vorsitzender des Parlamentskreises Mittelstand. Seit November 2009 war er einer der stellvertretenden Vorsitzenden der CDU/CSU-Bundestagsfraktion und dort zuständig für Wirtschaft und Energie, Mittelstand und Tourismus.
Michael Fuchs wurde stets als direkt gewählter Abgeordneter des Bundestagswahlkreises Koblenz in den Bundestag gewählt. Bei der Bundestagswahl 2005 erreichte er dort 45,4 Prozent, bei der Bundestagswahl 2009 44,1 Prozent und bei der Bundestagswahl 2013 48,0 Prozent der Erststimmen. Bei der Bundestagswahl 2017 kandidierte Fuchs nicht mehr für den Bundestag.

### Nebentätigkeiten
Fuchs teilte Anfang 2012 mit, sechs Beiratsmitgliedschaften (wovon zwei bereits beendet waren), zwei Aufsichtsratsmandate, eine Beratertätigkeit, drei Unternehmensbeteiligungen innezuhaben und zwölf Honorarvorträge gehalten zu haben.
Seit Mitte der 1990er Jahre war er außerdem Vorstandsmitglied im Asien-Pazifik-Ausschuss der Deutschen Wirtschaft, Vorsitzender im Taiwan-Ausschuss der Deutschen Wirtschaft, Vorstandsmitglied in der German Chamber of Commerce (GCC) in Hongkong, die Vertretung für deutsche Unternehmen in der Region, sowie Ehrenpräsident im Bundesverband des Deutschen Groß- und Außenhandels. Diese Mitgliedschaften teilte er dem Bundestagspräsidenten zunächst nicht mit, meldete diese aber später nach.
2009 wurde bekannt, dass Fuchs Mitglied im Beirat der Politikberatungsfirma PKS Wirtschafts- und Politikberatungs GmbH war. Diese Tätigkeit hatte er bei der Bundestagsverwaltung nicht angegeben. Laut dieser habe er zwar mitgeteilt, dass er für das Unternehmen tätig geworden sei, eine Beiratsmitgliedschaft sei jedoch nicht erkennbar gewesen.
Im Zuge der Debatte um Nebeneinkünfte von Abgeordneten sprach er sich im Oktober 2012 gegen eine Veröffentlichung konkreter Zahlen aus. Er könne sich höchstens vorstellen, „dass wir die gegenwärtige Transparenzregelung um einige Stufen ergänzen“. Zum damaligen Zeitpunkt lag die höchste Stufe bei 7000 Euro. Kritiker hatten zuvor moniert, dass dieses Verfahren viel zu ungenau sei, da Nebeneinkommen, die deutlich über diesem Betrag liegen, so nur unzureichend erfasst würden. 2012 lag Fuchs laut Spiegel auf Platz 10 der Abgeordneten mit den höchsten Nebeneinkünften. Demnach hatte er die letzten drei Jahre jeweils mindestens 100.000 Euro neben seinem Abgeordnetensalär eingenommen, sein Nebeneinkommen im Jahr 2001 bei mindestens 155.000 Euro gelegen.
Im Januar 2013 berichtete der Stern mit Verweis auf abgeordnetenwatch.de, Fuchs habe jahrelang falsche Angaben zu einer Nebentätigkeit gemacht, für die er Honorare im Wert von mindestens 57.000 Euro erhalten habe. Demnach hielt Fuchs seit 2008 über 13 Vorträge für die britische Beratungsfirma Hakluyt & Company.  Auf der Website des Bundestages war allerdings fälschlich die geographische Hakluyt Society angegeben. Fuchs betonte, er habe korrekte Angaben zu seiner Nebentätigkeit gemacht; die Bundestagsverwaltung sagte dagegen aus, er habe „Hakluyt“ angegeben und „einmal auch“ von „Hakluyt & Co“ gesprochen.
Zudem behielt sich Fuchs rechtliche Schritte gegen Abgeordnetenwatch und im gleichen Zusammenhang auch Netzpolitik.org vor, er habe sich nach eigenen Angaben „nichts zuschulden kommen lassen“. Egal ob er selbst einen Vortrag halte oder nicht, fahre er einmal im Quartal zu den Treffen der Gesellschaft, die ein sehr interessantes, internationales Netzwerk sei, denn dies bereite ihm einen „Riesenspaß“. Zweifel an der Seriosität des Unternehmens hätte er nicht. „Mit dem operativen Geschäft der Firma habe ich nichts zu tun und auch gar kein Interesse daran“, so Fuchs.

### Mitgliedschaften
Fuchs war Mitglied der Ludwig-Erhard-Stiftung.

### Privatleben
Fuchs war katholisch und Vater von zwei Töchtern. Er war Mitglied der Burschenschaft Germania Erlangen im Süddeutschen Kartell.
Er starb am 25. Dezember 2022 im Alter von 73 Jahren.

## Politische Positionen

### Energiepolitik
Fuchs galt als starker Befürworter der Kernenergie, weswegen ihn Thomas Oppermann, Erster Parlamentarischer Geschäftsführer der SPD-Bundestagsfraktion, im Jahr 2011 als „Atom-Fuchs“ bezeichnete. Im August 2010 war er einer von 40 Unterzeichnern des Energiepolitischen Appells, einer Lobbyinitiative der vier großen Stromkonzerne, um eine Laufzeitverlängerung deutscher Kernkraftwerke zu erreichen. Auch nach dem Beginn der Nuklearkatastrophe von Fukushima im März 2011 sprach er sich für den Weiterbetrieb der im Atom-Moratorium abgeschalteten Kernkraftwerke aus, da er keine Möglichkeit sehe, wie der Atomausstieg funktionieren könne. Zudem wünsche er sich bei diesem Thema „weniger Hysterie“, ebenfalls solle der Atomausstieg in geregelten Abständen überprüft werden.
Im Mai 2012, kurz nach Amtsantritt von Umweltminister Peter Altmaier, brachte Fuchs aus Kostengründen erneut eine Verlängerung der Laufzeiten von Kernkraftwerken ins Spiel. Diese Forderung wurde von Altmaier umgehend verworfen.
Hingegen sprach sich Fuchs wiederholt gegen den Ausbau der Erneuerbare Energien, insbesondere der Photovoltaik aus. Fuchs war ein starker Befürworter der Deckelung des Photovoltaik-Zubaus, 2011 forderte er eine Begrenzung auf einen jährlichen Zubau von 500 MW. Fuchs kritisierte die seiner Ansicht nach zu hohen Kosten, zugleich sei der Beitrag der Photovoltaik zur Stromversorgung von gut 3 % im Jahr 2011 „irrelevant“. Auch das Erneuerbare-Energien-Gesetz wollte Fuchs abschaffen oder zumindest stark verändern. Aus diesem Grund lehnte Fuchs die Novelle des EEG ab. So sollte u. a. der Einspeisevorrang der Erneuerbaren Energien aufgehoben werden, der Zubau an den Netzausbau gekoppelt werden und die Entschädigungen für Ökostrombetreiber gesenkt werden, wenn deren Anlagen heruntergeregelt werden müssen.

### Datenschutz
Die Telefon- und Internetnutzung von Arbeitnehmern sollte nach Ansicht von Fuchs künftig von Arbeitgebern weitreichend überwacht werden können. Seitens der Angestellten sei hier im Betrieb „in größerem Stil Missbrauch möglich“, sagte Fuchs in der ZDF-Sendung Maybrit Illner am 5. August 2010. Deswegen müsse es eine „vernünftige Kontrolle“ geben. Auf Rückfrage relativierte Fuchs seine Äußerungen.

### Finanztransaktionssteuer
Fuchs war ein Gegner der geplanten Finanztransaktionssteuer, da eine solche den Finanzstandort Deutschland schwächen würde.

### Neuvergabe der Fußball-WM 2018
Fuchs forderte im Juli 2014 nach der völkerrechtswidrigen russischen Annexion der Krim, Russland die Austragung der Fußball-Weltmeisterschaft 2018 zu entziehen und eine Neuvergabe vorzunehmen.
Im Mai 2015 wurde er von der Russischen Föderation mit einem Einreiseverbot belegt.

## Schriften
- Untersuchung der Pregnandiol-Glucuronyltransferase der Rattenleber: ihre Multiplizität und Altersabhängigkeit. Dissertation. Bonn 1976
- mit Horst-Udo Niedenhoff (Hrsg.): Sozialpartnerschaft. Meinungen, Visionen, Vorschläge. Deutscher Instituts-Verlag, Köln 1993, ISBN 3-602-14355-4
- mit Thomas Selter, Thomas Bentz, Rainer Follmann, Florian Geyr, Heinz Greiffenberger, Klaus Günther, Jürgen Heraeus, Randolf Rodenstock und Marie-Luise Schwarz-Schilling: Eigentum verpflichtet. Ende des Teilens – Stunde des Mehrens. Berlin 2004.